# Revoluția coperniciană

Mişcarea Soarelui (galben), Pământului (albastru) și a planetei Marte (roșu) în funcție de heliocentrism (stânga) și de geocentrism (dreapta), înainte de Revoluția coperniciană. Observați mișcarea retrogradă a lui Marte în dreapta. (Pentru a crea această animație, perioada de revoluție a lui Marte este descrisă ca având o durată exactă de 2 ani tereștri în loc de 1,88. Orbitele sunt reprezentate circular în modelul heliocentric.)

Revoluția coperniciană sau revoluția copernicană (uneori se vorbește despre copernicianism) a fost o schimbare de paradigmă de la modelul geocentric al Sistemului Solar și al cerurilor, care a descris Universul ca având Pământul staționar în centrul său, la modelul heliocentric cu Soarele în centrul Sistemului Solar. Începând cu lucrarea De revolutionibus orbium coelestium a lui Nicolaus Copernic, contribuțiile la această „revoluție” au continuat până la lucrările lui Isaac Newton, un secol mai târziu. 
Revoluția coperniciană este numită după Nicolaus Copernic, a cărui lucrare, Commentariolus, scrisă înainte de 1514, a fost prima prezentare explicită a modelului heliocentric în lumea renascentistă. Ideea de heliocentrism este mult mai veche; ea poate fi urmărită până la Aristarh din Samos, un scriitor elenistic din secolul III î.Hr., care, la rândul său, s-a bazat pe concepte mult mai vechi din școala pitagoreică. Vechiul heliocentrism a fost totuși eclipsat de modelul geocentric prezentat de Ptolemeu și acceptat în aristotelianism. 
Oamenii de știință europeni au fost conștienți de problemele astronomiei ptolemeice încă din secolul al XII-lea. Dezbaterea a fost precipitată de criticile lui Averroes aduse modelului lui Ptolemeu. O nouă dezbatere a început odată cu recuperarea textului lui Ptolemeu și de traducerea sa în limba latină la mijlocul secolului al XV-lea. Otto E. Neugebauer în 1957 a susținut că dezbaterea din secolul al XV-lea a învățaților de limba latină a fost provocată de faptul că au fost informați de critica adusă lui Ptolemeu după Averroes de către școala persană de astronomie din statul Ilkhanat (secolele XIII - XIV) școală asociată cu observatorul Maragheh (în special lucrările lui Al-Urdi, Al-Tusi și Ibn al-Shatir).
Ideea că teoria heliocentrică era și ea greșită în sensul ei strict a fost dezvoltată în pași. Faptul că Soarele nu este centrul universului, ci una din nenumăratele stele, a fost susținută puternic de Giordano Bruno; Galileo a afirmat aceeași idee, dar a spus foarte puțin în această privință, poate din teama de a nu supăra fețele bisericești. În secolele al XVIII-lea și al XIX-lea, statutul Soarelui ca stea printre multe altele a devenit din ce în ce mai evident. Până în secolul al XX-lea, chiar și înainte de a se descoperi faptul că există multe galaxii, aceasta nu a mai fost o problemă.

## Lucrari citate
- Bala, Arun (2006). The Dialogue of Civilizations in the Birth of Modern Science. New York: Palgrave Macmillan. ISBN 978-0-230-60121-5. OCLC 191662056.
- Drake, Stillman (1978). Galileo At Work. Chicago: University of Chicago Press. ISBN 0-226-16226-5.
- Drake, Stillman (1990). Galileo: Pioneer Scientist. Toronto: The University of Toronto Press. ISBN 0-8020-2725-3.
- Galilei, Galileo (1989). Sidereus Nuncius. Albert Van Helden (trans.). Chicago, Illinois: University of Chicago Press. ISBN 9780226279039.
- Huff, Toby E. (2017). The Rise of Early Modern Science. Cambridge: Cambridge University Press. ISBN: 9781316417805.
- Huff, Toby E. (Autumn–Winter 2002). "The Rise of Early Modern Science: A Reply to George Sabila". Bulletin of the Royal Institute of Inter-Faith Studies (BRIIFS). 4, 2.
- Kuhn, Thomas S. (1957). The Copernican Revolution: Planetary Astronomy in the Development of Western Thought. Cambridge, Massachusetts: Harvard University Press. ISBN 0-674-17103-9.
- Kuhn, Thomas S. (1970). The Structure of Scientific Revolutions. Chicago: Chicago University Press. ISBN: 0226458032.
- Koyré, Alexandre (2008). From the Closed World to the Infinite Universe. Charleston, S.C.: Forgotten Books. ISBN: 9781606201435.
- Lin, Justin Y. (1995). The Needham Puzzle: Why the Industrial Revolution Did Not Originate in China. Economic Development and Cultural Change, 43(2), 269-292. Retrieved from https://www.jstor.org/stable/1154499.
- Metzger, Hélène (1932). Histoire des sciences. Revue Philosophique De La France Et De L'Étranger, 114, 143-155. Retrieved from https://www.jstor.org/stable/41086443.
- Osler, Margaret (2010). Reconfiguring the World. Baltimore, Maryland: The Johns Hopkins University Press. p. 184. ISBN 0-8018-9656-8.
- Redd, Nola (mai 2012). „Johannes Kepler Biography”. Tech Media Network. Accesat în 23 octombrie 2013.
- Saliba, George (1979). "The First Non-Ptolemaic Astronomy at the Maraghah School". Isis. 70 (4). ISSN 0021-1753.
- Sabila, George (Autumn 1999). "Seeking the Origins of Modern Science?". Bulletin of the Royal Institute for Inter-Faith Studies (BRIIFS). 1, 2.
- Sabila, George (Autumn–Winter 2002). "Flying Goats and Other Obsessions: A Response to Toby Huff's "Reply"". Bulletin of the Royal Institute for Inter-Faith Studies (BRIIFS). 4, 2.
- Singer, Charles (2007). A Short History of Science to the Nineteenth Century. Clarendon Press.
- Thoren, Victor E. (1989). Tycho Brahe. In Taton and Wilson (1989, pp. 3–21). ISBN 0-521-35158-8.